# Fernando Botero
Fernando Botero Angulo (født 19. april 1932 i Medellín, død 15. september 2023) var billedhugger, skulptør og maler fra Colombia. Botero er født i Medellín, Colombia og hans stil er opkaldt efter ham selv og kaldes "Boterismo". Han er berømt for sine store, svulmende og overdimensionerende statuer og malerier af fede kvinder og mænd. Disse kan være udtryk for humor, men også udtrykke en kritisk holdning til politik alt efter værket. Han anses som den mest anerkendte og citerede kunstner fra latinamerika og hans værker kan ses på meget kendte steder så som Park Avenue in New York City og Champs-Élysées i Paris. 
Plaza Botero i centrum af Medellín er opkaldt efter Botero. På pladsen står 23 skulpturer skabt og doneret af Botero.
Den første større udstilling af Boteros værker i Danmark var i 2002 på Kunstmuseet Arken.